# Swedish Open 1981
Die Swedish Open 1981 im Badminton fanden vom 16. bis zum 20. März 1981 in Malmö statt. Es war die 26. Austragung der Titelkämpfe.

## Sieger und Platzierte
| Disziplin    | Gold                             | Silber                        | Bronze                           |
| ------------ | -------------------------------- | ----------------------------- | -------------------------------- |
| Herreneinzel | Lius Pongoh                      | Morten Frost                  | Ray Stevens                      |
| Herreneinzel | Lius Pongoh                      | Morten Frost                  | Kevin Jolly                      |
| Dameneinzel  | Hwang Sun-ai                     | Ivanna Lie                    | Kirsten Larsen                   |
| Dameneinzel  | Hwang Sun-ai                     | Ivanna Lie                    | Sumiko Kitada                    |
| Herrendoppel | Stefan Karlsson Thomas Kihlström | Bobby Ertanto Hadibowo        | Rudy Heryanto Hariamanto Kartono |
| Herrendoppel | Stefan Karlsson Thomas Kihlström | Bobby Ertanto Hadibowo        | Flemming Delfs Steen Skovgaard   |
| Damendoppel  | Nora Perry Sally Leadbeater      | Kimiko Jinnai Kazuko Takamine | Yoo Sang-hee Kim Yun-ja          |
| Damendoppel  | Nora Perry Sally Leadbeater      | Kimiko Jinnai Kazuko Takamine | Kang Haeng-suk Hwang Sun-ai      |
| Mixed        | Billy Gilliland Nora Perry       | Martin Dew Gillian Clark      | Eddy Sutton Sally Leadbeater     |
| Mixed        | Billy Gilliland Nora Perry       | Martin Dew Gillian Clark      | Ray Stevens Barbara Sutton       |

## Finalergebnisse
| Disziplin    | Sieger                           | Finalist                      | Ergebnis     |
| ------------ | -------------------------------- | ----------------------------- | ------------ |
| Herreneinzel | Lius Pongoh                      | Morten Frost                  | 18:14, 15:13 |
| Dameneinzel  | Hwang Sun-ai                     | Ivanna Lie                    | 11:2, 11:8   |
| Herrendoppel | Stefan Karlsson Thomas Kihlström | Bobby Ertanto Hadibowo        | 15:6, 15:4   |
| Damendoppel  | Nora Perry Sally Leadbeater      | Kimiko Jinnai Kazuko Takamine | 15:6, 15:6   |
| Mixed        | Billy Gilliland Nora Perry       | Martin Dew Gillian Clark      | 15:4, 18:14  |